# Chiesa di Santa Maria de Praediis
La chiesa di Santa Maria de Praediis o in Praediis trova l'origine della sua denominazione dalla parola latina praedium che vuol dire: fondo – podere, termine che ne esprime la caratteristica di essere una chiesa che si trova in campagna. L'edificio religioso è ubicato su una modesta altura pianeggiante fra i campi vicini ai piccoli centri urbani delle frazioni di Pantaneto, Colle Caruno e Castagneto del comune di Teramo, nel territorio a nord della città, lungo la strada che conduce ad Ascoli Piceno.

## Storia
Il luogo di culto è stato costruito nei secoli X - XI utilizzando materiali di spoglio provenienti, probabilmente, dal castello medievale, ora scomparso, che dominava il borgo di Pantaneto, e da ville romane o forse da un tempio dedicato a Vesta o alla dea Feronia.
È considerata una delle chiese più antiche della provincia di Teramo, anche lo storico Francesco Aceto la menziona come tale. Fu citata per la prima volta nella bolla papale del 27 novembre 1153, redatta da Anastasio IV, che la elenca tra i beni ed i diritti spettanti alla mensa aprutina concessa al vescovo Guido II.
È, inoltre, ricordata come una delle 12 pievanie, con giurisdizione su molte altre chiese della zona, abilitata alla somministrazione dei sacramenti. Nell'anno 1324 il registro delle Rationes Decimarum, annoverando le decime riscosse dallo Stato della Chiesa, riportava che il Plebanatus de Praedis contava 29 chiese che versarono un'oncia e tre tarini d'argento.
Altre due bolle del 1310 e del 1361 l'hanno riportata tra i beni del capitolo aprutino. In seguito, in tempi a noi più vicini, divenne di patronato misto.
Lo storico teramano Niccola Palma ci ha tramandato quanto contenuto negli Atti delle Sante Visite riguardanti gli anni 1611 e 1614, scrivendo che in quel tempo l'interno della chiesa era già descritto come un ambiente suddiviso in tre navate sostenute da colonne in pietra. L'aula sacra ospitava un fonte battesimale in pietra ed un ciborio. Con il trascorrere dei secoli questi 2 elementi sono andati perduti, ma sono rimaste intatte le caratteristiche architettoniche dell'edificio sacro. Una lapide posta nella murazione dell'abside ricorda una radicale ristrutturazione del 1597, avvenuta grazie al prestito concesso dall'allora vescovo di Teramo Vincenzo Bugiatti da Montesanto. Durante quell'intervento furono affrescate le pareti interne dell'aula. 
A testimonianza del restauro una lapide reca incisa l'iscrizione: «.SVB R(everendissi)MI. AC PERILL(ustri)S. D(ominus) F(ranciscus). V[I]NC(en)TI. M(on)TE. S(an)ti. PRES(ula)TV. IR(?)NORAND(u)S. CASTELL(anu)S. D(e). M(aria). DE PREDIS PLE(banu)S. HA(n)C ECC(lesia)M. RESTAV(rata)M: FEC(i)T: SVB ANNO 1597»
Gli ultimi lavori di conservazione risalgono all'anno 1977, disposti dopo un periodo di abbandono, in cui sono state consolidate le strutture e rifatta la copertura.

## L'esterno
L'edificio religioso ha un aspetto semplice e lineare con la facciata a capanna sormontata da un campanile a vela, in laterizi, che accoglie 2 campane.

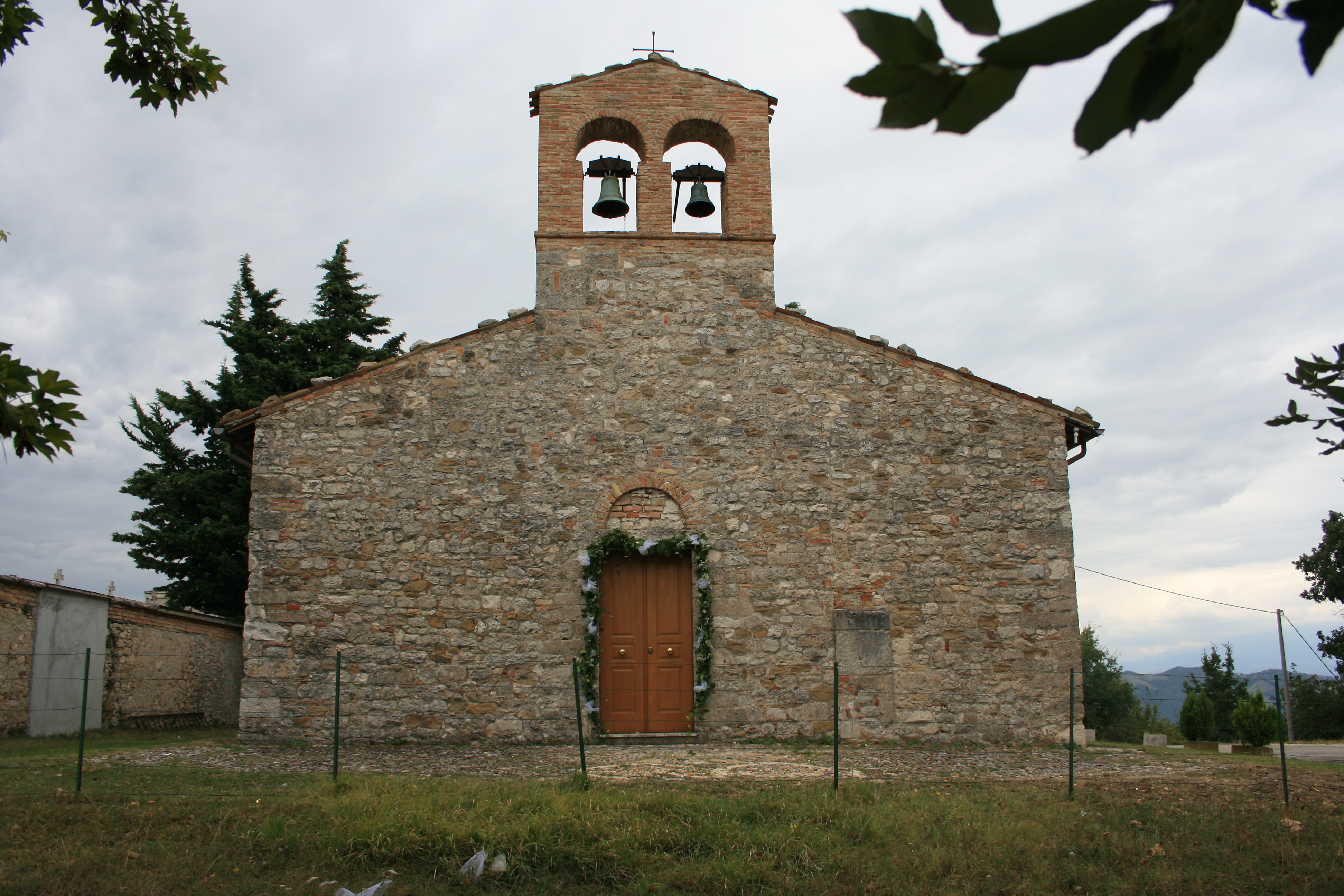
facciata
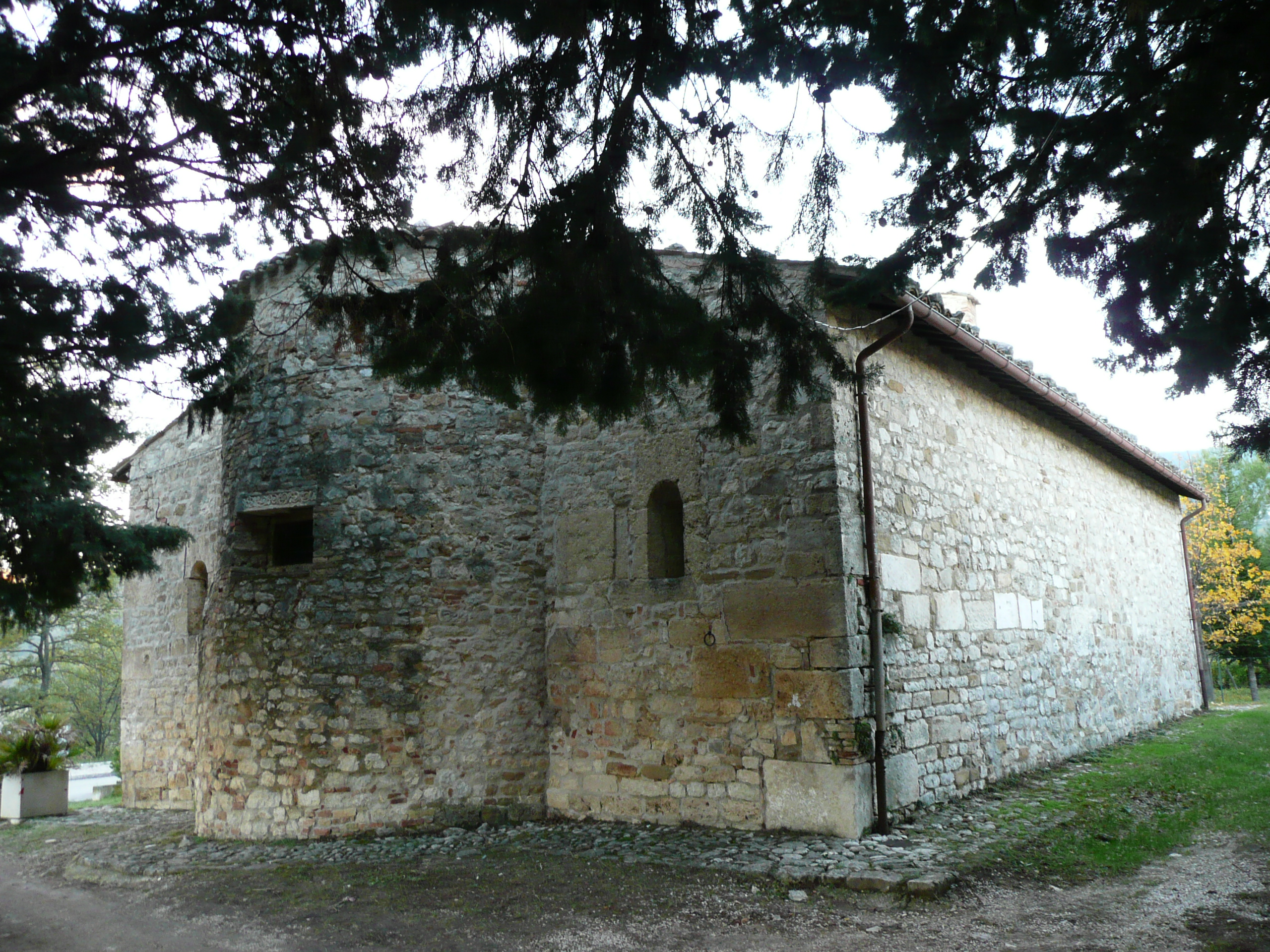
prospetto posteriore della chiesa

## L'interno
L'interno dell'aula della chiesa, racchiuso tra le pareti di pietre a vista e coperto dalle capriate del soffitto, si sviluppa da una pianta rettangolare absidata ed è suddiviso in tre piccole navate scandite da colonne alternate a pilastri che sostengono quattro arcate per lato.
Le colonne sono state ottenute dal reimpiego di materiale di epoca romana e altomedievale. La prima colonna a sinistra dell'ingresso è costituita da un rocchio di ordine tuscanico, la quarta a sinistra e la quarta a destra da un rocchio romano, sormontate rispettivamente da un capitello romanico e da un capitello barbarico. Gli archi delle navate terminano con due semipilastri di laterizi su cui poggiano le arcate dell'abside.
Di particolare interesse sono i capitelli, uno tuscanico posto a base di una colonna e uno corinzio, di età romana, reimpiegato capovolto. Gli altri mostrano l'impronta caratteristica della scultura romanica abruzzese dei primi decenni del XII secolo. Sono squadrati, fregiati da viti e foglie di palma scolpite negli angoli, uno ha un ornamento a torciglione. Il più originale per tema decorativo è il semicapitello messo in opera su una semicolonna a ridosso dell'abside. Su questo si trova rappresentata una figura zoomorfa di un quadrupede colto nell'atto di fuggire, spaventato, da un uccello mostruoso con la coda di drago mentre è ostacolato da un viticcio.
Sul tessuto murario si possono osservare frammenti di cornici romane e fregi d'ispirazione bizantina. Sono visibili vari resti di affreschi, tra cui vi è una tenue, ma riconoscibile figura di santo. A margine dell'affresco si legge graffita, verticalmente, e redatta in alfabeto corsivo, l'iscrizione:« Adì 15 de ap(ri)le 1557 fu faccti giaco[mo] d[e] ca(m)plj d[.] fra(n)cis [...]».
Sulle pareti di testata delle navate minori vi è, su quella di destra, una Madonna con Bambino del Settecento e, sul pilastro a sinistra dell'ingresso, il dipinto rivolto verso l'altare di un pregevole San Sebastiano della fine del Cinquecento. Dal fondo bianco della porzione centrale della cornice, sul lato alto dell'immagine, si legge in grafica gotica l'iscrizione: «Queste. figura. fece. fare. A(n)gelo. de. Canto. de. Pan(ta)neto.»

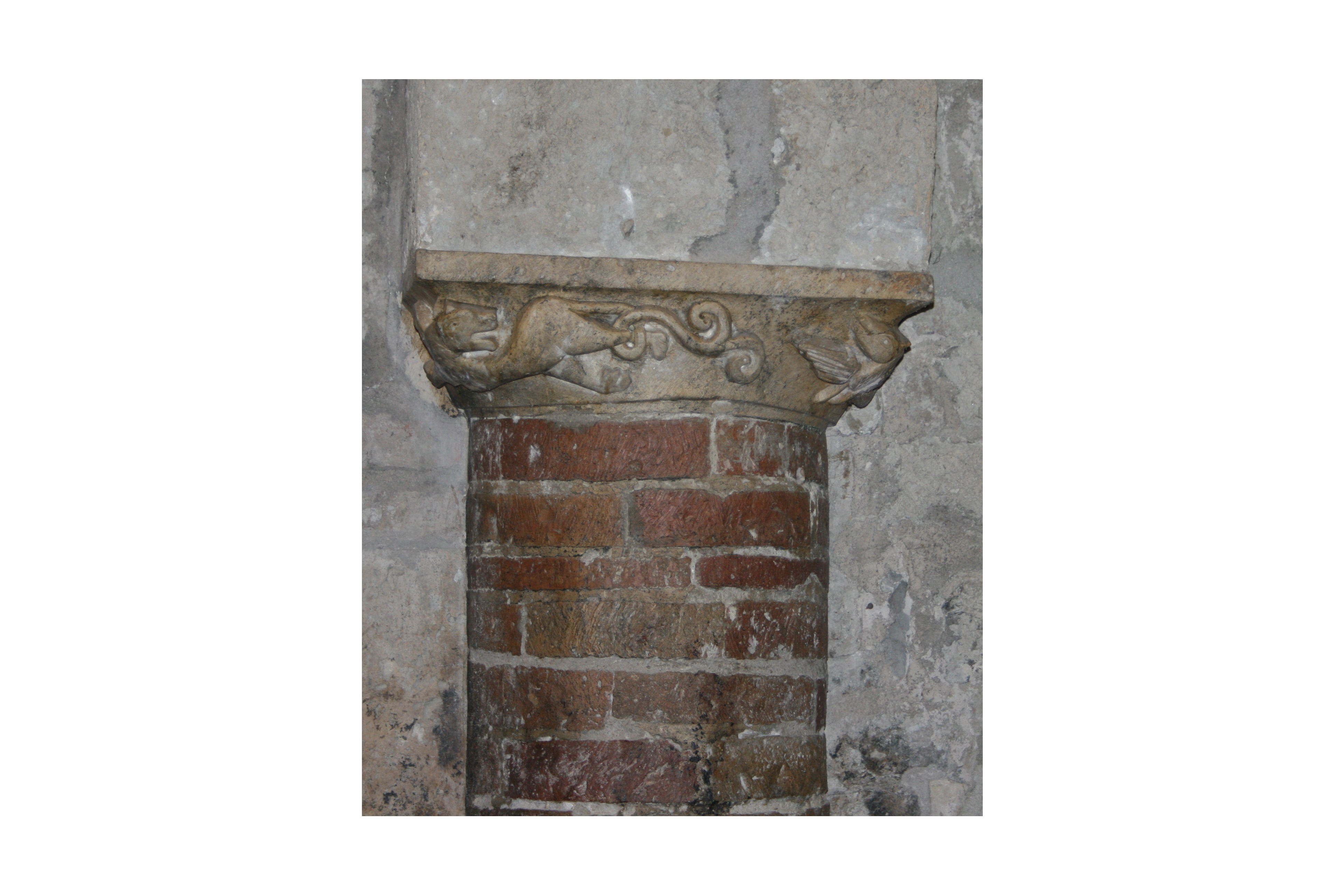
semicapitello con figure zoomorfe
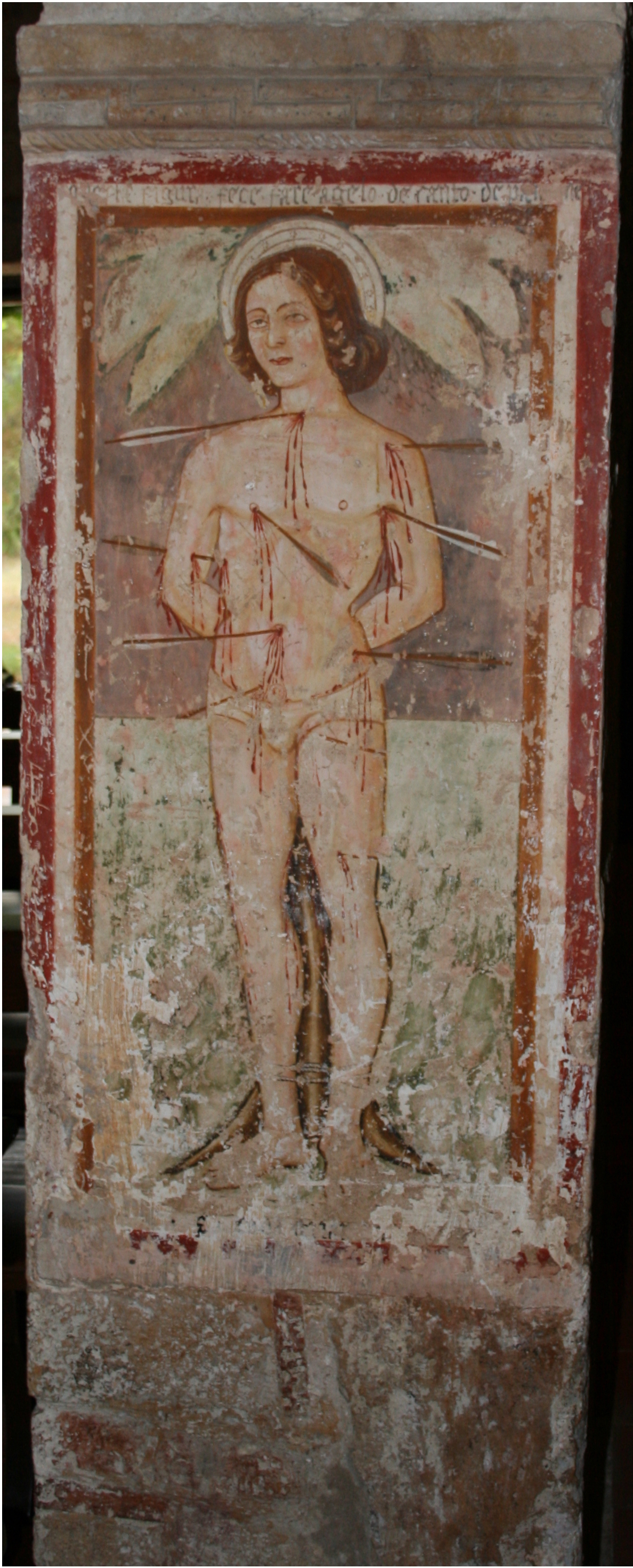
affresco del 1500 che ritrae San Sebastiano